# كارل كوبر
كارل كوبر (بالإنجليزية: Carl Cooper)‏ هو قسيس بريطاني، ولد في 4 أغسطس 1960.